# 高野山大学の人物一覧
高野山大学の人物一覧（こうやさんだいがくのじんぶついちらん）は、高野山大学に関係する人物の一覧記事。

## 教職員
- 上田閑照
- 岡村圭真
- 加地伸行
- 上横手雅敬
- 久保田収
- 小坂奇石
- 五来重
- 佐々木倫生
- 芝田啓治 - 常務理事（元・河内長野市長）
- 中村本然
- 福来友吉
- 宮坂宥勝 - 真言宗智山派管長、真言宗長者、智山伝法院院長、名古屋大学名誉教授
- 山陰加春夫

## 出身者

### 研究科
- 乾裕幸 - 元関西大学教授
- 平岡宏一 - 教育者、清風中学校・高等学校校長
- 山崎泰廣 - 密教学者・種智院大学名誉教授

### 文化人
- 阿倍野竜正 - 高野山真言宗管長、大僧正
- 麻生文雄 - 真言宗醍醐派管長、総本山醍醐寺座主、大本山三宝院門跡
- 家田荘子 - 作家、僧侶
- 池口恵観 - 最福寺法主、真言密教修験の第18代目の相承者
- 織田隆弘 - 高野山真言宗大僧正、真言宗易行派密門会を創立
- 葛西光義 - 高野山真言宗管長、マハチュラロンコン大学名誉博士
- 後藤善猛 - 真言宗大覚寺派大本山大覚寺教学研究室審議委員、洛南高等学校・附属中学校校長、阿南市梅谷寺住職
- 資延敏雄 - 高野山真言宗管長、金剛峯寺座主、旭川市金峰寺住職
- 柴谷宗叔 - LGBT僧侶。四国遍路研究者。「巡礼遍路研究会」事務局長
- 白川密成 - 栄福寺住職
- 蝉丸P - 僧侶
- 三津田信三 - 作家
- 山田真美 - 作家
- 和田有玄 - 高野山真言宗管長

### 政治家
- 後藤太栄 - 元高野町長
- 松本均 - 元高砂市議会議員、大学院修了

### 実業家
- 斑目力曠 - ネミック・ラムダ創業者

### 芸能
- 峰恵研 - 声優